# Wonderlustre
Wonderlustre – czwarty album studyjny brytyjskiej grupy muzycznej Skunk Anansie. Wydawnictwo ukazało się 13 września 2010 roku nakładem wytwórni muzycznej V2 Records. Album poprzedził wydany 16 sierpnia tego samego roku singel do utworu My Ugly Boy. Do kompozycji został również zrealizowany teledysk. Zdjęcia do obrazu zostały wykonane w podziemnym parkingu w Belgradzie w Serbii.
Płyta zadebiutowała na 9. miejscu listy OLiS w Polsce i uzyskała certyfikat złotej.

## Lista utworów
Opracowano na podstawie materiału źródłowego.
1. "God Loves Only You" - 3:48
2. "My Ugly Boy" - 3:27
3. "Over The Love" - 3:27
4. "Talk Too Much" - 3:20
5. "The Sweetest Thing" - 3:38
6. "It Doesn't Matter" - 2:46
7. "You're Too Expensive For Me" - 2:29
8. "My Love Will Fall" - 3:56
9. "You Saved Me" - 3:38
10. "Feeling The Itch" - 3:06
11. "You Can't Always Do What You Like" - 3:31
12. "I Will Stay But You Should Leave" - 2:58